# Nicolás Hernández
Nicolás Hernández Rodríguez (Villavicencio, 18 de janeiro de 1998) é um futebolista colombiano que atua como zagueiro ou lateral-esquerdo. Atualmente joga no Banfield.

## Carreira

### Atlético Nacional
Nascido em Villavicencio, Colômbia, Nicolás Hernández começou sua carreira nas categorias de base do Atlético Nacional, clube onde foi revelado.

### Real Santander
Sem receber oportunidades no Atlético Nacional, Hernández foi emprestado ao Real Santander em 2018. No total, fez 26 partidas e marcou um gol pelo clube.

### Retorno ao Atlético Nacional
No ano de 2019, Nicolás Hernández retornou de empréstimo ao Atlético Nacional. Sua reestreia na equipe aconteceu em 26 de janeiro, começando como titular em um empate em casa por 0 a 0 com o Once Caldas, pelo Campeonato Colombiano.[carece de fontes?]
Na sua segunda passagem pelo clube colombiano, atuou em 22 partidas e não marcou gols.[carece de fontes?]

### Santa Fe
Em 10 de julho de 2019, foi oficializado o empréstimo de Nicolás Hernández ao Santa Fe até o final da temporada. A decisão pegou a todos de surpresa, com o jogador chegando a ser chamado de "traidor" pelos torcedores do Atlético Nacional. Depois, a história seria esclarecida de que o zagueiro queria cumprir uma promessa à irmã, que era torcedora do clube e que havia morrido com apenas 15 anos. Sua estreia aconteceu em 28 de julho, começando como titular em uma derrota em casa para o Alianza Petrolera por 1 a 0, pelo Campeonato Colombiano.[carece de fontes?]
No total pelo Santa Fe, atuou em 21 partidas e não marcou nenhum gol.

### Terceira passagem pelo Atlético Nacional
Em 26 de junho de 2020, depois do ter o seu contrato de empréstimo ao Santa Fe encerrado, Nicolás Hernández retornou ao Atlético Nacional. Sua reestreia aconteceu em 21 de janeiro de 2021, entrando como titular em uma derrota fora de casa por 2 a 0 para o Tolima, pela Copa da Colômbia.[carece de fontes?]
Apesar da alta expectativa no início e das qualidades demonstradas, Nicolás Hernández perdeu espaço no Atlético Nacional e não chegou a um acordo com a diretoria do clube para a renovação. Por isso, o jogador foi liberado do clube. Nessa terceira passagem pelo clube colombiano, o defensor atuou em apenas quatro partidas.

### Athletico Paranaense
No dia 5 de agosto de 2021, foi anunciada a contratação de Nicolás Hernández pelo Athletico Paranaense, por um contrato de um ano. O jogador realizou sua estreia no dia 26 de setembro, entrando no decorrer de uma vitória em casa por 4 a 2 sobre o Grêmio, pelo Campeonato Brasileiro.Terminou o ano com 15 partidas e conquistou a Sul-Americana contra o Bragantino como titular.
Já em 2022, Nico teve mais espaço enquanto Thiago Heleno esteve machucado, contudo oscilou em desempenho e terminou o ano como reserva. Foram 30 jogos, sendo 27 como titular, e um gol marcado. O defensor esteve presente na campanha do vice da Copa Libertadores da América.

### Internacional
Nico Hernández foi anunciado como reforço do Internacional no dia 23 de fevereiro de 2023, em um contrato válido até o final de 2024. No negócio, uma contratação sem custos, o clube gaúcho ficou com 50% de seus direitos econômicos, enquanto o restante foi dividido entre o colombiano e o Athletico.

### San Lorenzo
Após rescindir com o Inter, 12 de janeiro de 2024, Nico foi anunciado pelo San Lorenzo.

## Estilo de jogo
Nicolás Hernández é um zagueiro canhoto de origem, um jogador que é rápido na área e que vai bem no jogo aéreo. Cabeceia, defende, tem uma estrutura que o permite ter rapidez, mas também ter segurança na hora de controlar o jogo. Ele sabe ter a bola, sabe jogar com a bola no chão e dar o primeiro passe na saída de bola. Além disso, é um jogador multifuncional, que pode atuar também como lateral-esquerdo.

## Estatísticas
Atualizadas até 25 de dezembro de 2021

### Clubes
| Equipe               | Temporada         | Campeonato nacional | Campeonato nacional | Campeonato nacional | Copa nacional[a] | Copa nacional[a] | Copa nacional[a] | Competições continentais[b] | Competições continentais[b] | Competições continentais[b] | Outros torneios[c] | Outros torneios[c] | Outros torneios[c] | Total | Total | Total   |
| Equipe               | Temporada         | Jogos               | Gols                | Assist.             | Jogos            | Gols             | Assist.          | Jogos                       | Gols                        | Assist.                     | Jogos              | Gols               | Assist.            | Jogos | Gols  | Assist. |
| -------------------- | ----------------- | ------------------- | ------------------- | ------------------- | ---------------- | ---------------- | ---------------- | --------------------------- | --------------------------- | --------------------------- | ------------------ | ------------------ | ------------------ | ----- | ----- | ------- |
| Atlético Nacional    | 2017              | 0                   | 0                   | 0                   | 0                | 0                | 0                | 0                           | 0                           | 0                           | —                  | —                  | —                  | 0     | 0     | 0       |
| Atlético Nacional    | 2019              | 17                  | 0                   | 1                   | 0                | 0                | 0                | 5                           | 0                           | 0                           | —                  | —                  | —                  | 22    | 0     | 1       |
| Atlético Nacional    | 2020              | 0                   | 0                   | 0                   | 1                | 0                | 0                | 0                           | 0                           | 0                           | —                  | —                  | —                  | 1     | 0     | 0       |
| Atlético Nacional    | 2021              | 3                   | 0                   | 0                   | 0                | 0                | 0                | 0                           | 0                           | 0                           | —                  | —                  | —                  | 3     | 0     | 0       |
| Atlético Nacional    | Total             | 20                  | 0                   | 1                   | 1                | 0                | 0                | 5                           | 0                           | 0                           | 0                  | 0                  | 0                  | 26    | 0     | 1       |
| Real Santander       | 2018              | 26                  | 1                   | 0                   | 0                | 0                | 0                | —                           | —                           | —                           | —                  | —                  | —                  | 26    | 1     | 0       |
| Real Santander       | Total             | 26                  | 1                   | 0                   | 0                | 0                | 0                | 0                           | 0                           | 0                           | 0                  | 0                  | 0                  | 26    | 1     | 0       |
| Santa Fe             | 2019              | 20                  | 0                   | 0                   | 1                | 0                | 0                | —                           | —                           | —                           | —                  | —                  | —                  | 21    | 0     | 0       |
| Santa Fe             | Total             | 20                  | 0                   | 0                   | 1                | 0                | 0                | 0                           | 0                           | 0                           | 0                  | 0                  | 0                  | 21    | 0     | 0       |
| Athletico Paranaense | 2021              | 11                  | 0                   | 0                   | 3                | 0                | 0                | 1                           | 0                           | 0                           | —                  | —                  | —                  | 15    | 0     | 0       |
| Athletico Paranaense | Total             | 11                  | 0                   | 0                   | 3                | 0                | 0                | 1                           | 0                           | 0                           | 0                  | 0                  | 0                  | 15    | 0     | 0       |
| Total na carreira    | Total na carreira | 77                  | 1                   | 1                   | 5                | 0                | 0                | 6                           | 0                           | 0                           | 0                  | 0                  | 0                  | 88    | 1     | 1       |

- a. ^ Jogos da Copa Colômbia e Copa do Brasil
- b. ^ Jogos da Copa Libertadores da América e Copa Sul-Americana
- c. ^ Jogos amistosos e outros torneios

## Títulos
Athletico Paranaense
- Copa Sul-Americana: 2021[22]